# Kuala Pd Puntong
Kuala Pd Puntong is een bestuurslaag in het regentschap Aceh Timur van de provincie Atjeh, Indonesië. Kuala Pd Puntong telt 1704 inwoners (volkstelling 2010).